# Ајтелборн
Ајтелборн (њем. Eitelborn) општина је у њемачкој савезној држави Рајна-Палатинат. Једно је од 192 општинска средишта округа Вестервалд. Према процјени из 2010. у општини је живјело 2.483 становника. Посједује регионалну шифру (AGS) 7143013.

## Географски и демографски подаци
Ајтелборн се налази у савезној држави Рајна-Палатинат у округу Вестервалд. Општина се налази на надморској висини од 330 метара. Површина општине износи 7,1 km². У самом мјесту је, према процјени из 2010. године, живјело 2.483 становника. Просјечна густина становништва износи 349 становника/km².